# Matt Grevers
Matthew "Matt" Grevers, född 26 mars 1985, är en amerikansk simmare som vann guld på 100 meter ryggsim vid de olympiska simtävlingarna i London 2012. Han har dessutom vunnit tre olympiska guld i lagkapp.
Grevers blev individuell världsmästare på 100 meter ryggsim vid världsmästerskapen i simsport 2013 och har vunnit ytterligare fem VM-guld i lagkapp.

### Fotnoter
1. ↑  ”Matt Grevers”. swimswam.com. swimswam.com. https://swimswam.com/bio/matt-grevers/. Läst 15 augusti 2017.
2. ↑  London 2012 100M BACKSTROKE MEN
3. ↑  Matthew Grevers at the Olympics Results in the Olympic Games
4. ↑  Grevers wins gold for U.S. in 100 meters backstroke